# Grand Prix automobile d'Autriche 1978
Résultats du Grand Prix automobile d'Autriche de Formule 1 1978 qui a eu lieu sur l'Österreichring le 13 août 1978.

## Classement
| Pos  | N° | Pilote                | Écurie             | Tours | Temps/Abandon      | Grille | Points |
| ---- | -- | --------------------- | ------------------ | ----- | ------------------ | ------ | ------ |
| 1    | 6  | Ronnie Peterson       | Lotus-Ford         | 54    | 1 h 41 min 21 s 57 | 1      | 9      |
| 2    | 4  | Patrick Depailler     | Tyrrell-Ford       | 54    | +47 s 44           | 14     | 6      |
| 3    | 12 | Gilles Villeneuve     | Ferrari            | 54    | +1 min 39 s 76     | 11     | 4      |
| 4    | 14 | Emerson Fittipaldi    | Fittipaldi-Ford    | 53    | +1 tour            | 6      | 3      |
| 5    | 26 | Jacques Laffite       | Ligier-Matra       | 53    | +1 tour            | 5      | 2      |
| 6    | 19 | Vittorio Brambilla    | Surtees-Ford       | 53    | +1 tour            | 21     | 1      |
| 7    | 2  | John Watson           | Brabham-Alfa Romeo | 53    | +1 tour            | 10     |        |
| 8    | 30 | Brett Lunger          | McLaren-Ford       | 52    | +2 tours           | 17     |        |
| 9    | 31 | René Arnoux           | Martini-Ford       | 52    | +2 tours           | 26     |        |
| Nc.  | 17 | Clay Regazzoni        | Shadow-Ford        | 50    | +7 tour            | 22     |        |
| Nc.  | 32 | Keke Rosberg          | Theodore-Ford      | 49    | +7 tours           | 25     |        |
| Dsq. | 22 | Derek Daly            | Ensign-Ford        | 41    | Disqualifié        | 19     |        |
| Abd. | 8  | Patrick Tambay        | McLaren-Ford       | 40    | Accident           | 14     |        |
| Abd. | 16 | Hans-Joachim Stuck    | Shadow-Ford        | 33    | Accident           | 23     |        |
| Abd. | 15 | Jean-Pierre Jabouille | Renault            | 31    | Boîte de vitesses  | 3      |        |
| Dsq. | 11 | Carlos Reutemann      | Ferrari            | 28    | Disqualifié        | 12     |        |
| Abd. | 1  | Niki Lauda            | Brabham-Alfa Romeo | 27    | Accident           | 4      |        |
| Abd. | 3  | Didier Pironi         | Tyrrell-Ford       | 20    | Accident           | 9      |        |
| Abd. | 7  | James Hunt            | McLaren-Ford       | 7     | Accident           | 8      |        |
| Abd. | 27 | Alan Jones            | Williams-Ford      | 7     | Accident           | 15     |        |
| Abd. | 35 | Riccardo Patrese      | Arrows-Ford        | 7     | Accident           | 16     |        |
| Abd. | 23 | Harald Ertl           | Ensign-Ford        | 7     | Accident           | 24     |        |
| Abd. | 25 | Héctor Rebaque        | Lotus-Ford         | 4     | Accident           | 18     |        |
| Abd. | 29 | Nelson Piquet         | McLaren-Ford       | 4     | Accident           | 20     |        |
| Abd. | 20 | Jody Scheckter        | Wolf-Ford          | 3     | Accident           | 7      |        |
| Abd. | 5  | Mario Andretti        | Lotus-Ford         | 0     | Accident           | 2      |        |
| Nq.  | 37 | Arturo Merzario       | Merzario-Ford      |       | Non qualifié       |        |        |
| Nq.  | 9  | Jochen Mass           | ATS-Ford           |       | Non qualifié       |        |        |
| Nq.  | 18 | Rupert Keegan         | Surtees-Ford       |       | Non qualifié       |        |        |
| Nq.  | 10 | Hans Binder           | ATS-Ford           |       | Non qualifié       |        |        |
| Npq. | 36 | Rolf Stommelen        | Arrows-Ford        |       | Non préqualifié    |        |        |

Légende :
- Abd.=Abandon - Nc.=Non classé

## Pole position et record du tour
- Pole position : Ronnie Peterson en 1 min 37 s 71 (vitesse moyenne : 189,939 km/h).
- Tour le plus rapide : Ronnie Peterson en 1 min 43 s 12 (vitesse moyenne : 207,440 km/h).

## Tours en tête
- Ronnie Peterson : 44 (1-7 / 8-18 / 29-54)
- Carlos Reutemann : 4 (19-22)
- Gilles Villeneuve : 6 (23-26)

## À noter
- 10e victoire pour Ronnie Peterson.
- 70e victoire pour Lotus en tant que constructeur.
- 116e victoire pour Ford Cosworth en tant que motoriste.
- La course a été interrompue au 7e tour à cause de trombes d'eau s'abattant sur le circuit. Le classement final se fera par addition des temps des 2 manches.
- Derek Daly et Carlos Reutemann ont été disqualifiés pour avoir reçu de l'aide extérieure.
- Brian Henton a disputé les essais du samedi matin au volant de la Surtees de Rupert Keegan.